# Nette (Dortmund)

Dortmund-Nette, ländlich

Sportplatz des FC Nette

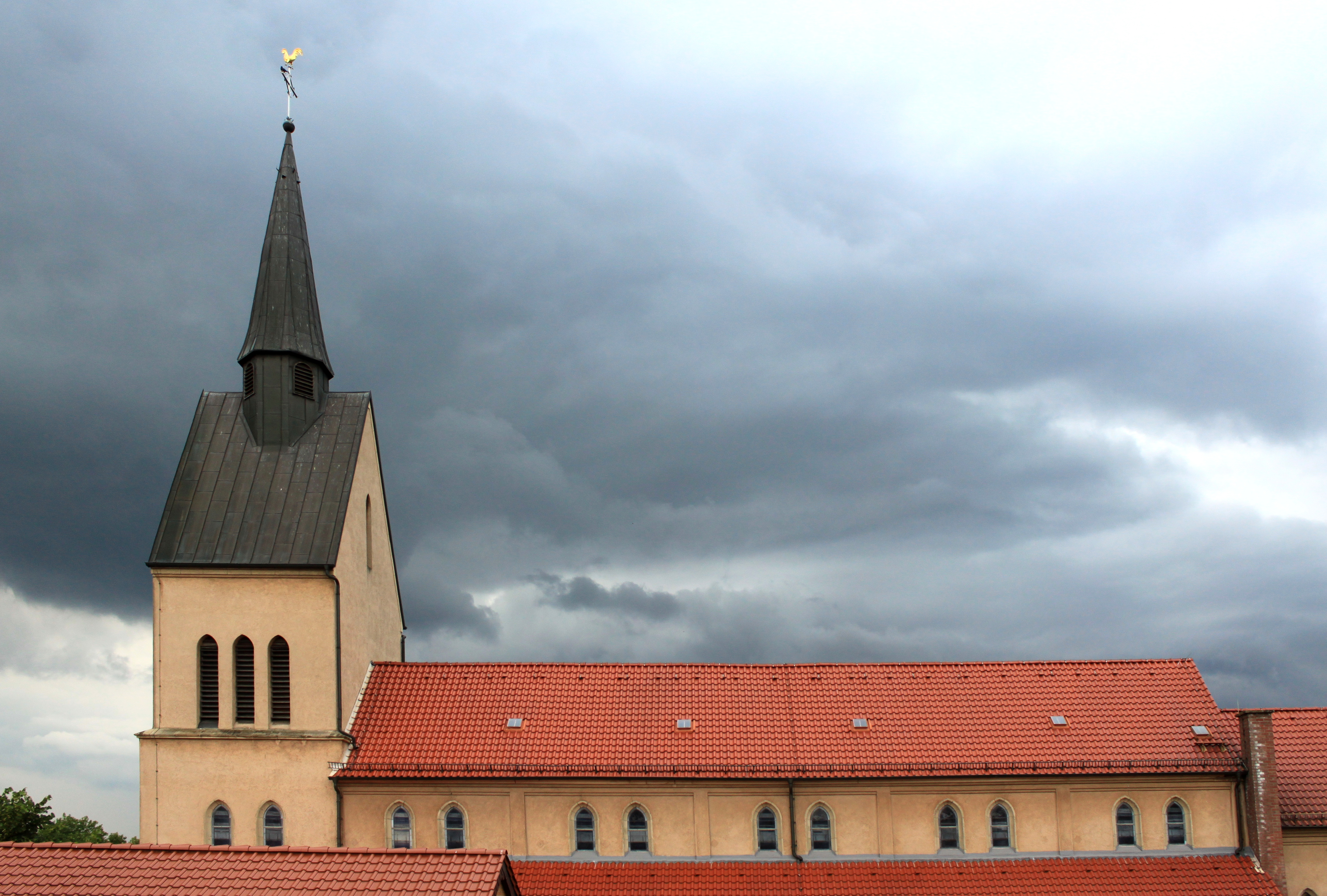
Die katholische Kirche

Nette ist der Statistische Bezirk 93 und zugleich ein Stadtteil der kreisfreien Großstadt Dortmund. Am 31. Dezember 2024 lebten in dem zum Stadtbezirk Mengede gehörenden Stadtteil 6.355 Einwohner. 
Der multikulturelle Stadtteil ist ein fast reines Wohngebiet in einem teilweise noch landwirtschaftlich geprägten Umfeld. 

## Geographie
Nette liegt etwa 8 Kilometer nordwestlich der Dortmunder Innenstadt. Das Zentrum Nettes liegt auf einer Höhe von 70 m ü. NHN.
Der Stadtteil ist durch eine gemischte Wohnbebauung geprägt. Zentral in Nette liegt die Hochhaussiedlung an der Butzstraße mit bis zu 12-stöckigen Wohngebäuden, die gemeinhin unter dem Namen „BuRiAd-Siedlung“ bekannt ist. Der östliche Bereich des Stadtteils ist überwiegend durch Mehrfamilienhäuser geprägt. Im Westen Nettes dominieren Zechenhäuser und im Süden prägen bürgerliche Ein- bis Zweifamilienhäuser das Ortsbild.

## Geschichte
Nette wurde erstmals um 1126 als Netthe urkundlich erwähnt. Vor und um 1220 wurden die Orte Nette und Ostnette (†) in den Vogteirollen des Stifts Essen geführt. Im Jahr 1300 wird ein Dithardus de Nette und 1321 eine Cristine de Nette urkundlich erwähnt. Von 1361 bis 1563 der Ort im Urkundenbuch Mengede genannt. Westnette (†) erscheint urkundlich im Jahr 1700. Niedernette und Obernette 1841 in einer Ortschaftstabelle.
Im Jahr 1705 waren in der Bauerschaft Nette 19 Steuerpflichtige Hofbesitzer mit Abgaben an die Rentei Castrop im Kataster verzeichnet. Größter Steuerzahler war Hof Plaes und Galmergen.
Im 19. Jahrhundert war Nette eine Landgemeinde im Landkreis Dortmund und Amt Castrop. Ab 1889 kam die Gemeinde zum Amt Mengede und hatte 1895 (plus 7 Wohnplätze) eine Fläche von 5,47 km². Es gab 56 Wohngebäude mit 112 Haushaltungen und 672 Einwohner.
Am 1. April 1928 wurde Nette nach Dortmund eingemeindet.
Ursprünglich nur aus einigen Bauernhöfen bestehend, aufgeteilt in Niedernette, Obernette und den Dorhöfen, begann die Geschichte von Nette eigentlich erst in der Mitte des 19. Jahrhunderts mit der Errichtung der Zeche Westhausen in Bodelschwingh und der Zeche Adolf von Hansemann in Mengede. Gegen Ende des 19. Jahrhunderts begann mit der Errichtung der „Colonie“ genannten Bergarbeitersiedlung der Ortsteil auf seine heutige Größe anzuwachsen.
In Nette wurden eine katholische und eine evangelische Kirche errichtet.
Nette gehört heute zu den 13 sozial-benachteiligten Stadtteilen Dortmunds.

## Ortsname
Das Wort Nette leitet sich von Nyt oder Ned ab und steht für eine feuchte Niederung. 

## Bevölkerung
Struktur der Netter Bevölkerung:
- Bevölkerungsanteil der unter 18-Jährigen: 19,7 % [Dortmunder Durchschnitt: 16,2 % (2018)][6]
- Bevölkerungsanteil der mindestens 65-Jährigen: 21,8 % [Dortmunder Durchschnitt: 20,2 % (2018)][7]
- Ausländeranteil: 25,8 % [Dortmunder Durchschnitt: 22,3 % (2024)][8]
- Arbeitslosenquote: 15,7 % [Dortmunder Durchschnitt: 11,0 % (2017)][9]

Das durchschnittliche Einkommen in Nette liegt etwa 15 % unter dem Dortmunder Durchschnitt.

### Bevölkerungsentwicklung
| Jahr      | 1987 | 2003 | 2008 | 2013 | 2016 | 2018 | 2020 | 2022 | 2024 |
| --------- | ---- | ---- | ---- | ---- | ---- | ---- | ---- | ---- | ---- |
| Einwohner | 7160 | 6218 | 6068 | 6019 | 6351 | 6300 | 6212 | 6424 | 6355 |

## Bildung
Nette verfügt über ein Schulzentrum, das die Albert-Schweitzer-Realschule und das Heinrich-Heine-Gymnasium umfasst. Das Gymnasium nahm 1972 den Schulbetrieb auf. Die Realschule hat die längste Geschichte (bestehend seit 1920), hatte ihren Standort aber zuerst in Mengede und befindet sich ebenfalls seit 1972 im neuen Gebäude in Nette. Das Gebäude der ehemalig ansässigen Hauptschule Nette wird nun von der Realschule und dem Gymnasium gemeinsam genutzt, da diese nun für die Hauptschule Mengede im Mengeder Ortskern gewichen ist.

## Sport
Sportlicher Bestandteil der Geschichte Nettes ist der Fußballverein DJK Sportfreunde Nette 1920 e. V. Der Verein ist im Jahre 2006 in die Bezirksliga aufgestiegen.
Die Sportanlage:
Auf der Bezirkssportanlage in Dortmund-Nette am Hallenbad spielen etwa 200 Kinder in 13 Jugendmannschaften der Jahrgangsstufen A-Junioren bis F-Junioren, der Mini-Kicker sowie zwei Seniorenmannschaften und eine Altherrenmannschaft. Die Sportfreunde aus Nette haben außerdem eine Damenmannschaft und eine U17 Mädchenmannschaft. Die Sportanlage umfasst ein Großfeld sowie zwei Kleinfelder, die bestmögliche Spiel- und Trainingsmöglichkeiten bieten.

## Verkehr

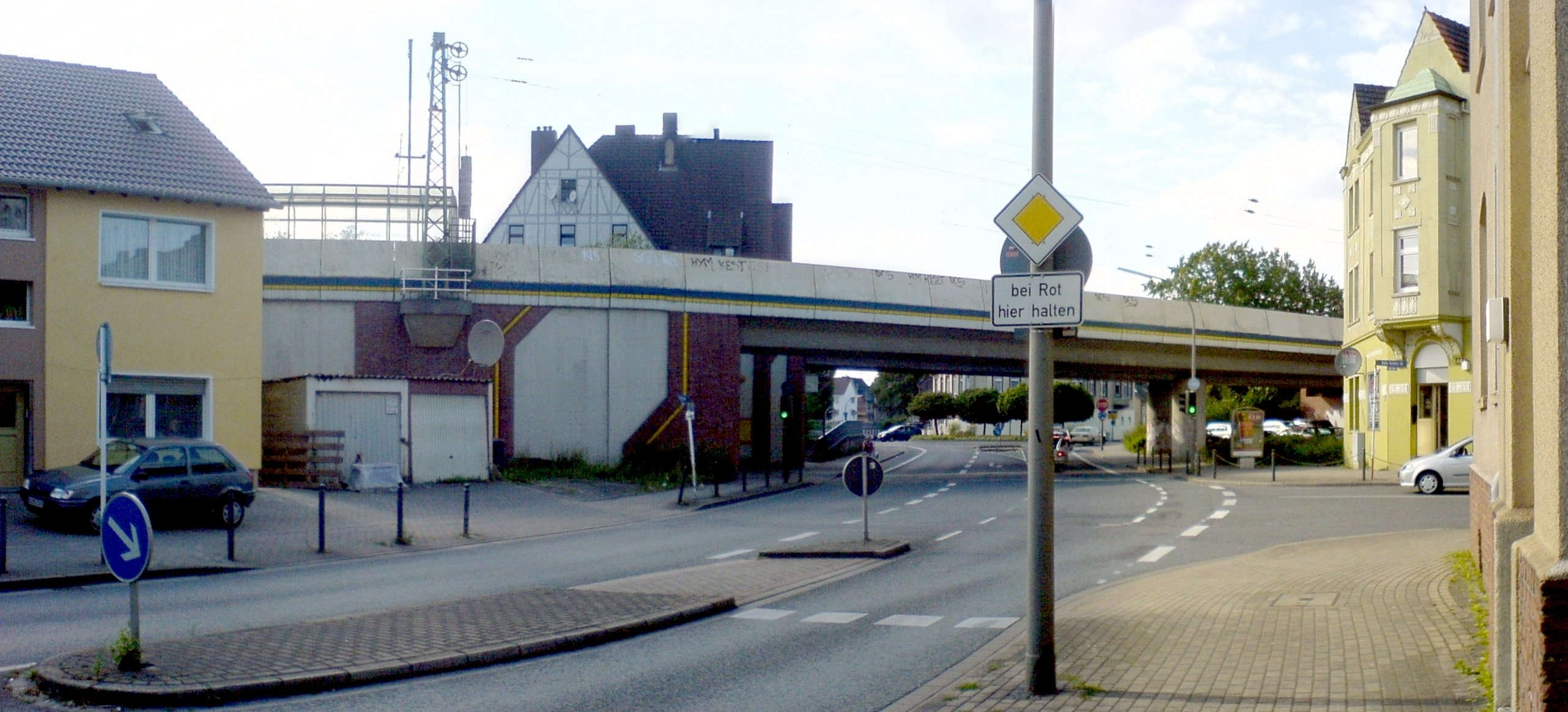
Die Bahnhofsbrücke als Dominante im Ortskern

Nette hat eine S-Bahn-Station namens Dortmund-Nette/Oestrich an der Linie S 2 in Richtung Dortmund Hauptbahnhof und Dortmund-Mengede.
| Linie | Verlauf | Takt                         |
| ----- | --- | ---------------------------- |
| S 2   | Hauptlinienweg: Dortmund Hbf – DO-Dorstfeld – DO-Wischlingen – DO-Huckarde – DO-Westerfilde – DO-Nette/Oestrich – DO-Mengede – Castrop-Rauxel Hbf – Herne – Linienast 1: Wanne-Eickel Hbf –Gelsenkirchen Hbf – GE-Rotthausen – E-Kray Nord – Essen Hbf Linienast 2: Recklinghausen Süd – Recklinghausen Hbf Stand: Fahrplanwechsel Dezember 2023 | 30 min 60 min (je Linienast) |

Die Ansiedlung „Obernette“ wird zudem von der Stadtbahnlinie U 47 bedient. Fußläufig von dieser Stadtbahnstation befindet sich seit 2001 das Nahverkehrsmuseum Dortmund. Es ist in der Lokhalle der ehemaligen Kokerei Hansa am Mooskamp beheimatet und bietet Besichtigung und Charterfahrten mit historischen Straßenbahnen über alte Zechenbahngleise.